# Sakramentologia
Sakramentologia – dział teologii chrześcijańskiej, prowadzący systematyczną refleksję nad sakramentalnym wymiarem życia Kościoła chrześcijańskiego. Wykorzystuje podejście zarówno teologii dogmatycznej, jak i liturgicznej. 

## Historia sakramentologii

### Średniowiecze
Teologia sakramentów ewoluowała w ciągu pierwszego tysiąclecia. Wraz ze schyłkiem epoki patrystycznej, od ok. VII/VIII w. ewolucja to zaczęła iść w kierunku intelektualnych, racjonalnych interpretacji, np. dotyczących realnej obecności Jezusa w Eucharystii. Refleksja nad sakramentami przeniosła się stopniowo z katechezy mistagogicznej do teologii akademickiej, nabrała cech scholastycznych.
Poza rozwojem myśli szkolnej, później uniwersyteckiej, głównym podawanym przez historyków powodem zmiany podejścia było poszerzenie Kościoła o ludy spoza kultury grecko-rzymskiej. Była to kwestia poważnych zmian w naturalnym dla sakramentów środowisku, jakim jest liturgia. Językiem liturgii, a także biblijnych czytań mszalnych pozostała łacina, której nie znała nowa ludność. Obrzędy sakramentalne nie mogły już więc być dalej formą ewangelizacji, skoro ich celebracja coraz mniej była zrozumiała. Jako znaki rzeczywistości niewidzialnej i historii zbawienia straciły swą wymowę. Nie mogły zatem skutecznie zapraszać do nowości życia ewangelicznego, przyniesionej przez Chrystusa i przez dar Jego Ducha.
Według Pietro Dacquino brak w celebracji sakramentów żywego, zrozumiałego słowa Bożego sprawił, że podejście do sakramentów we wczesnym średniowieczu zaczęło być suche, niepociągające:

Stąd bierze się owo postępujące zubożenie, typowe dla wczesnego średniowiecza, dokonujące się przede wszystkim ze względu na brak kontaktu z księgami biblijnymi, które stanowią „kopalnię” zdolną karmić naszą wiarę i naszą nadzieję. Bez tego żywego kontaktu z Biblią coś w rzeczywistości chrześcijańskiej, siłą rzeczy, wysycha i gaśnie.

Co więcej, patrystyczne ujęcie sakramentów jako widzialnych znaków niewidzialnej rzeczywistości, tak obecne w doktrynie sakramentalnej Augustyna z Hippony, zaczęło budzić wątpliwości. Powodem był m.in. kryzys związany z tezami Berengariusza z Tours (998-1088). Pojęcie znaku wydawało się zbyt słabe, aby przekazać pełny realizm i moc, które tradycja widziała w sakramentach. Zyskiwało na popularności ujęcie sakramentu jako przyczyny łaski. Tomasz z Akwinu (1225-1274) pozostał wierny augustiańskiemu ujęciu sakramentu jako znaku, choć rozumiał go w duchu metafizyki Arystotelesa. Pisał o tym w III części Sumy teologicznej:

Stosownie do tego coś może zwać się sakramentem [tj. święte] albo dlatego, że ma w sobie jakąś ukrytą świętość: i w tym znaczeniu sakrament znaczy tyle co święta tajemnica; albo dlatego, że ma jakąś łączność z tą świętością: czy to będąc jej przyczyną, czy też jej znakiem, czy mając z nią jakikolwiek bądź inny związek. I gdy obecnie mówimy o sakramentach, to mamy szczególnie na myśli sakrament jako wyrażający związek znaku [z rzeczą świętą]. I tak pojęty należy do rodzaju znaku /STh III q60 a1 co/ (przeł. Pius Bełch OP).

Wraz z problemami natury teoretycznej, począwszy od XII wieku zaczęły się też pojawiać ważniejsze dogmatyczne orzeczenia Magisterium Kościoła.
Podejście typowe dla refleksji scholastycznej zadomowiło się w sakramentologii, jak prawie w całej teologii katolickiej, na długie wieki.

### Okres reformacji i kontrreformacji
Utrwaleniu schematów scholastycznych w sakramentologii katolickiej dopomógł kryzys związany z pojawieniem się w XVI w. reformacji. Od tego czasu, praktycznie do połowy XX w., do Soboru watykańskiego II, sakramentolodzy zajmowali się głównie interpretacją nauczania kontrreformacyjnego Soboru trydenckiego. Cechowała ich troska, by jasno i stanowczo obronić te twierdzenia nauczania Kościoła, które myśl protestancka podawała w wątpliwość. Szczególnie ważne było tu wykazanie ewangelicznego pochodzenia co najmniej czterech z siedmiu sakramentów i ukazanie ich obiektywnej skuteczności w udzielaniu łaski.
Konflikt protestancko-katolicki cechowało to, że reformatorzy podkreślali rolę Słowa Bożego, katoliccy apologeci zaś istotną rolę i skuteczność obrzędów sakramentalnych. Trzeba było dopiero teologicznej, biblijnej i liturgicznej odnowy Soboru watykańskiego II, powrotu do źródeł, aby dostrzec, że Słowo i obrzędy sakramentalne nie stoją w sprzeczności. Przeciwnie są komplementarne w stosunku do siebie.
Sakramentologia kontrreformacyjna zaważyła na stosunku portugalskich jezuitów, którzy jako misjonarze dotarli do Indii i zastali tam starodawne Kościoły, sięgające czasów apostolskich, odwołujące się do tradycji Tomasza Apostoła – stąd zwane Chrześcijanami św. Tomasza – i celebrujące liturgię Kościołów syryjskich. Misjonarze wywodzący się z tradycji zachodniej praktycznie zanegowali wartość życia sakramentalnego indyjskich Kościołów orientalnych. Mierząc je kategoriami wypracowanymi przy pomocy scholastyki, stwierdzili, że żaden z siedmiu sakramentów, także same sakramenty wtajemniczenia chrześcijańskiego, nie jest ważnie sprawowany. Chrzest uznali za nieważny z powodu wady wschodnio-syryjskich formuł wypowiadanych w stronie biernej, które nie odpowiadały prawdziwej i autentycznej „formule katolickiej”. Bierzmowanie uznali za całkowicie nieobecne, gdyż nie znaleziono tej nazwy w żadnej księdze liturgicznej Malabaru. Nie wiedzieli, że także na Zachodzie, w pierwszych wiekach bierzmowanie nie miało własnej nazwy. Było udzielane niejako wewnątrz obrzędu chrztu, który był jednym z dwóch rytów kończących inicjację chrześcijańską. W tym okresie, gdy mowa była o rytach inicjacji, wymieniano jedynie chrzest i Eucharystię. Chrzest był rozumiany zgodnie z nauczaniem biblijnym, jako zawierający obydwa elementy: „chrzest z wody” i „chrzest z Ducha Świętego” (por. Dz 1,5–8) – stanowił inicjację do Eucharystii. Używana przez Kościoły w Indiach Anafora Addaja i Mariego została uznana za heretycką i nieważną, gdyż nie zawierała słów ustanowienia (konsekracji).
Jak zauważył Paul Pallath, mimo iż w liturgiach Wschodu epikleza, wezwanie Ducha Świętego, istnieje w odniesieniu do każdego z sakramentów, nie spełniały one kryteriów, którymi rozporządzali misjonarze: 

Teologia semicka, biblijna, symboliczna, mistyczna i „duchowa” tradycji syryjskiej była nieznana misjonarzom zachodnim, którzy badali wszystkie sakramenty zgodnie z kategoriami arystotelesowskimi i scholastycznymi i stwierdzili, że wszystkie są nieważne, wadliwe lub nieistniejące.

Zwołany 20 czerwca 1599 r. Synod w Diamper zajął się także mszałem, zwanym Qurbana, używanym przez Kościoły lokalne i znalazł w nim ponad 40 „błędów i bluźnierstw”. Badaniem została objęta chrystologia, mariologia, pneumatologia, teologia sakramentalna, eschatologia i teologia religii niechrześcijańskich. Ogólnie błędy przypisano pochodzeniu Nestoriańskiemu. Według autorytatywnych badań współczesnych, odwołujących się do źródeł, Qurbana wyrażała autentyczną wiarę chrześcijańską i nie zawierała ani jednego prawdziwego błędu doktrynalnego.
Okres ten cechowała też inna podstawowa słabość. Metoda przedstawiania teologii sakramentów przez nowożytnych sakramentologów, m.in. z nurtu neoscholastyki, odeszła od myśli św. Tomasza i zupełnie zaniedbywała wzajemne powiązania siedmiu sakramentów. Zaczęły one funkcjonować jako siedem równoległych i absolutnie podobnych do siebie kanałów łaski. Jak zauważył Louis Bouyer (1913-2004), zanim w późnym średniowieczu Kościół zdefiniował liczbę sakramentów, rozumiał je jako części składowe jednej całości. Całość ta była skupiona wokół Eucharystii. I w praktyce w pierwszym tysiącleciu tak przeżywane sakramenty były ważniejsze dla życia Kościoła niż później siedem sakramentów traktowanych osobno.

### XX stulecie
W XX stuleciu teologia sakramentalna, obok kilku innych dyscyplin teologicznych, doświadczyła wielkiej odnowy. Porzucono ujęcia uznane zgodnie za racjonalistyczne i obiektywistyczne, właściwe dla scholastycznego traktatu De sacramentis in genere (Sakramentologia ogólna), aby odnaleźć wymiar historyczno-zbawczy jej przedmiotu. Zmianę podejścia zainspirował ruch liturgiczny, który uwolnił refleksję nad sakramentami od wielowiekowej hegemonii ujęć prawno-moralistycznych i odzyskał ich wymiar świętowania, „celebracji” oraz bogactwo refleksji teologiczno-systematycznej. Jak zwrócił uwagę Giuseppe Colombo, był to okres trudny dla tej dziedziny teologii. Wśród eksperymentów i prób teologia sakramentalna do dziś przechodzi okres przejściowy. Po stuleciach bezruchu „odkrycie na nowo” celebracji niosło za sobą ryzyko związane z brakiem odpowiedniego przygotowania przez sprawujących sakramenty oraz improwizacją. Refleksja teologiczno-systematyczna dysponowała jedynie intuicjami, jakkolwiek genialnymi, które logicznie wymagały stosownego pogłębienia.

## Przedmiot i ujęcia
Według Giuseppe Colombo, wśród różnych tematów sakramentologii pierwsze miejsce zajmuje zawsze Eucharystia. Mimo iż współcześnie kieruje się uwagę także ku aspektom eklezjologicznym czy antropologicznym sakramentów, nie mogą one odebrać Eucharystii jej prymatu. Tradycyjnie przedmiotem są także pozostałe sakramenty, ich geneza, natura i znaczenie w historii zbawienia człowieka. Zwłaszcza od czasów Soboru watykańskiego II postuluje się, by tym działem teologii bardziej niż teolodzy systematyczni zajmowali się teolodzy liturgii. Według Giuseppe Colombo postulat ten jest spowodowany stanem „chaotycznym”, do którego systematyczni teologowie doprowadzili teologię sakramentalną.
W ujęciu Miguela Nicolau SJ, teologa z Uniwersytetu papieskiego w Salamance i eksperta Soboru watykańskiego II, ujęcia teologii sakramentalnej oraz jej miejsce wśród innych przedmiotów teologicznych determinuje to, czym są same sakramenty. Można określić ich funkcję jako urzeczywistnianie historii zbawienia w życiu pojedynczych osób. Sakramenty umożliwiają spotkanie tych widzialnych osób z niewidzialnym Bogiem, poprzez widzialne narzędzia i znaki. Dokonuje się to w płodnych ramach życia Kościoła.
Dlatego wykład teologii sakramentalnej powinien następować po wykładzie chrystologii – po refleksji na temat Jezusa Chrystusa, pośrednika u Ojca, który jest autorem sakramentów i sam jest „sakramentem Boga”. Wykład o sakramentach winien nastąpić także po wykładzie o Kościele. Wspólnota Kościoła kontynuuje bowiem funkcję pośredniczenia sprawowaną przez Jezusa Chrystusa i sama jest „sakramentem Jezusa Chrystusa” dla wszystkich wierzących. Ponieważ sakramenty są źródłami łaski, zanim się podejmie refleksję o nich trzeba wyłożyć najpierw to, czym jest sama łaska w jej wymiarze nadprzyrodzonym, ontologicznym i antropologicznym.
Mimo powrotu do źródeł biblijno-patrystycznych dokonanego w dobie Soboru, istnieje nurt teologów, którzy uważają, że pojęcia i słownictwo wypracowane w średniowiecznej teorii sakramentów są wciąż najpewniejszą drogą sakramentologii. Według Marka Blazy SJ i Dariusza Kowalczyka SJ, Sobór watykański II nie tyle zajmował się stroną dogmatyczną, co „funkcjonalną i pastoralną” sakramentów. W konsekwencji autorzy ci twierdzą, że np. scholastyczne pojęcia materii i formy nadal najlepiej oddają to, czym jest sakrament: 

Od średniowiecza zaczęto wyróżniać w znaku sakramentalnym dwa współzależne od siebie elementy: materię i formę, co określano mianem hylemorfizmu sakramentalnego (gi hyle — materia, morfe — forma). I aczkolwiek współczesna teologia stara się unikać tych pojęć (np. Katechizm Kościoła Katolickiego), to trudno znaleźć odpowiedniejsze określenia dla wniknięcia w istotę znaku sakramentalnego.

Autorzy ci widzą jednak niebezpieczeństwa takiego podejścia, w postaci postaw rutynowych i quasi magicznych do sakramentów, „reistyczno-magicznego” ich rozumienia. Lekarstwo widzą w podkreślaniu roli szafarza działającego "w osobie" Chrystusa i Kościoła oraz właściwej intencji osoby przyjmującej sakrament.
Sakramentologia teologii katolickiej i prawosławnej różni się systematycznością podejścia i inną liczbą sakramentów.